# 林登 (密蘇里州艾奇遜縣)
林登（英語：Linden），又名馬格內特（Magnet），是位於美國密蘇里州艾奇遜縣的非建制地區。

## 歷史
林登的郵局於1846年設立，1871年停運於1880年重設，最終於1900年停運。

## 地理
林登所處的海拔為高於海平面345米（即1132英呎），而該地所採用的時區為UTC-6，即北美中部時區（CST）。同時該地設有夏令時間，為UTC-6調快一小時，即UTC-5（CDT）。